# Alternaria alternata
Alternaria alternaria es un hongo patógeno oportunista que puede causar manchas en las hojas así como pudriciones y decoloraciones en muchas partes de las plantas. Ha sido identificada como causante de tales manchas en hojas y otras enfermedades en más de 380 especies vegetales hospedantes. Sigue diversas rutas para penetrar en el tejido vegetal: heridas, aberturas naturales como lenticelas, extremos del tallo y pedicelos o directamente por ruptura de la cutícula del huésped. También puede causar infecciones en el tracto respiratorio superior y asma en personas debilitadas.

## Hospedadores
Alternaria alternata tiene una amplia gama de hospedadores; se puede encontrar en tomate, trigo, caqui y papaya, entre otros. También puede encontrarse en el aire, polvo y lugares con humedad.

## Morfología

### Fase teleomorfa
Desconocido.

### Fase anamorfa
Conidióforo
- Marrón claro o marrón oliva.
- 25–60 x 3–3.5 μm.
- Recto o flexuoso.
- Los conidióforos individuales surgen directamente del sustrato formando cabezas tupidas que consisten en 4-8 grandes cadenas de conidios encadenados.
- Los conidióforos secundarios son normalmente cortos y formados por una única célula.

Conidios
- Marrón claro.
- Forma ovoide u obclavada, ambos extremos cónicos.
- Superficie lisa o verrugosa.
- 20–63 x 9–18 μm y 10-30 x 5-12 µm una vez maduro.
- Varios septos verticales y 8 transversales.

## Sintomatología

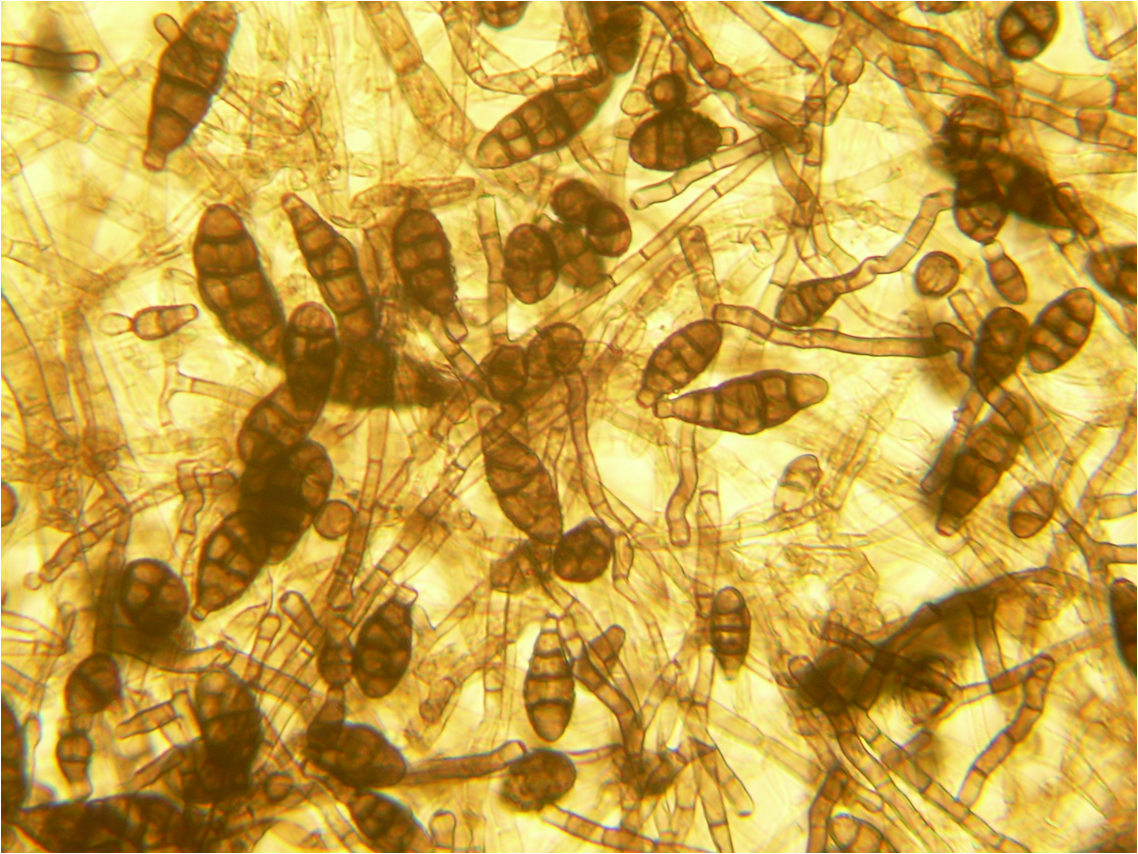
Esporas de Alternaria alternata

La sintomatología comienza en hojas basales, avanzando paulatinamente hacia el estrato superior. Los síntomas tempranos en plantas comienzan con el amarillamiento de las hojas por la punta y desarrollándose a lo largo de los márgenes hasta el peciolo. Más tarde, el hongo produce manchas en las hojas de tamaño variable que pueden alcanzar hasta más de 1 cm de diámetro. Las manchas redondeadas o irregulares, ligeramente deprimidas, presentan un borde bien marcado de color púrpura y centro blanquecino o parduzco. En algunos casos se producen pequeñas roturas en el tejido necrótico del centro de la lesión.
Bajo infección severa, las lesiones se ensanchan y fusionan causando la infestación de las hojas, que es entonces cuando cae. Las plantas pueden llegar a presentar una defoliación total, lo que conlleva pérdidas de cosecha considerable cuando ocurre antes de la floración. El fruto también puede ser infectado, el cual muestra manchas marrones que lo vuelven poco apetecible. En algunas frutas, como cítricos y tomate, una pequeña lesión en la superficie puede indicar un diseminación extensa de la infección dentro de la fruta.

## Uso en laboratorio

### Requisitos de crecimiento
Alternaria crece en una variedad de sustratos. Los requisitos de temperatura oscilan entre 2 y 32 °C, con su rango óptimo a 25-29 °C. El pH óptimo se encuentra entre 4 y 5.4, aunque esta especie puede crecer en un rango de pH de 2.7 a 8. Los requisitos mínimos de agua disponible (Aw) oscilan entre 0,85 y 0,88

### Colonias macroscópicas
Alternaria crece rápidamente y madura en 5 días. El tamaño de la colonia alcanza un diámetro de 3 a 9 cm después de la incubación a 25 °C durante 7 días en agar con glucosa de patata (PGA). La colonia es plana, vellosa a lanosa y cubierta por hifas grisáceas, cortas y aéreas, que se vuelven con el tiempo de color negro verdoso o marrón oliva con un borde claro. El reverso es típicamente marrón a negro debido a la producción de pigmento. Cuando se cultivan en agar con extracto de malta (MEA) a 25 °C las colonias alcanzan un diámetro de 6 cm en 7 días, siendo negras o grisáceas.

## Impactos sobre la salud
Las especies del género Alternaria producen algunos compuestos orgánicos volátiles (VOC) comunes a muchos mohos que pueden contribuir a la aparición de síntomas de irritación observados en el síndrome del edificio enfermo (SEE). A pesar de ello, todavía no se ha publicado un perfil VOC específico y completo de Alternaria alternata.
Los componentes de Alternaria son alérgenos potentes. La abundancia relativamente grande de conidios en el aire exterior y su presencia en casas con moho hacen de este hongo una de las fuentes de alérgenos fúngicos más importantes. Este alérgeno mundial genera sensibilización de alta prevalencia: según la geografía y las poblaciones estudiadas, las prevalencias de las pruebas cutáneas positivas (ST) son del 3% al 12% en la población general y del 13% al 39,4% en sujetos atópicos. En un estudio realizado con pacientes que presentaban síntomas respiratorios (asma y rinitis alérgica), se observó una incidencia del 66% de sensibilización a Alternaria en el grupo de pacientes que tenían uno o más ST fúngicos positivos.
En particular, la sensibilización a Alternaria alternata es responsable de las reacciones alérgicas tipo I, rinitis, asma y sinusitis alérgica. A. alternata se asocia con exacerbaciones del asma e incluso con aparición de asma. A veces se han asociado exacerbaciones potencialmente mortales.

## Control

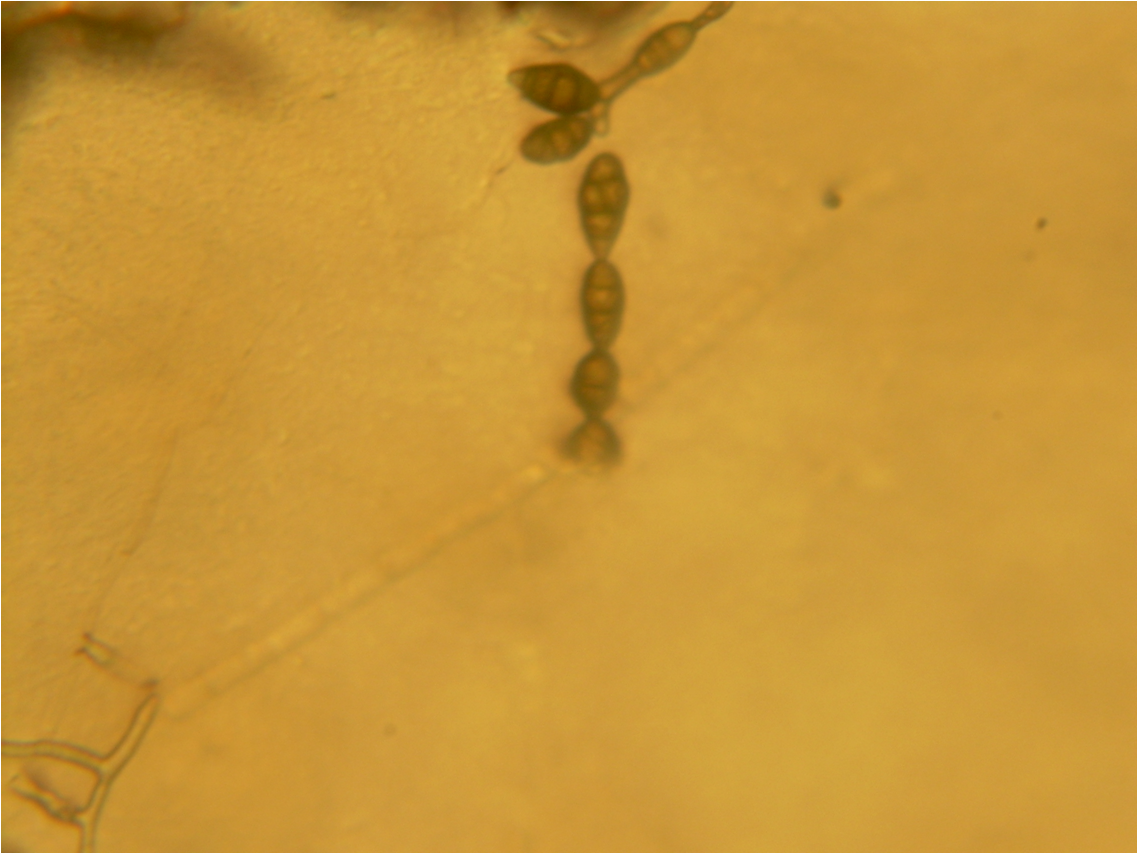
Esporas de Alternaria alternata en cadena

Debido a que este es un patógeno fúngico que se desarrolla en ambientes húmedos, nunca se recomienda el riego por aspersión. Esto hace que la humedad permanezca en el tejido de la hoja y aumenta la susceptibilidad a la enfermedad y un ambiente óptimo para que el hongo sobreviva y crezca. Una mejor solución a este problema es usar un sistema de riego por goteo, permitiendo que la mayoría de la planta permanezca seca y logrando un cultivo más sostenible.
No hay vectores de insectos para esta enfermedad, lo que significa que el uso de insecticidas no tiene ningún efecto sobre la susceptibilidad de las plantas de tomate a este patógeno. Además, las enfermedades de Alternaria se pueden controlar a través del uso de variedades resistentes, semillas libres de enfermedades o tratadas, y aerosoles químicos con fungicidas apropiados. La rotación de cultivos, eliminación y quema de restos vegetales infectados, y erradicación de los hospedadores ayudan a reducir el inóculo para posteriores plantaciones de cultivos susceptibles. Se sabe que los ciertos hongos parasitan varias especies de Alternaria, pero hasta ahora ninguno se ha convertido en un control biológico efectivo del patógeno.